# 詹氏矩蛏螂
詹氏矩蛏螂（学名：Acharax johnsoni），或直接叫作矩蛏螂，是芒蛤目芒蛤科短蛏螂属的一种。

## 分佈
分佈於中国大陆的南沙群島。
常栖息在水深2626-2830米的深海海域。